# Michel de Villers
Ne doit pas être confondu avec Michel Devillers.
Pour les articles homonymes, voir Villers.
Michel de Villers de Montaugé dit Michel de Villers (né le 13 juillet 1926 à Villeneuve-sur-Lot, Lot-et-Garonne et mort le 25 octobre 1992 à Rouen, Seine-Maritime) est un saxophoniste de jazz français, spécialiste du saxophone baryton mais jouant également du saxophone alto et de la clarinette.

## Carrière
Actif sur la scène parisienne à partir de la fin des années 1940, Michel de Villers participe à de nombreux enregistrements au sein de divers groupes et orchestres, dont ceux de Django Reinhardt et Claude Bolling. Il forme également un orchestre et un quintet  et collabore avec de nombreux musiciens dont Guy Lafitte et André Persiany, Jack Diéval, Lucky Thompson, Buck Clayton, Kenny Clarke, Hans Koller...